# Districts du canton d'Appenzell Rhodes-Extérieures

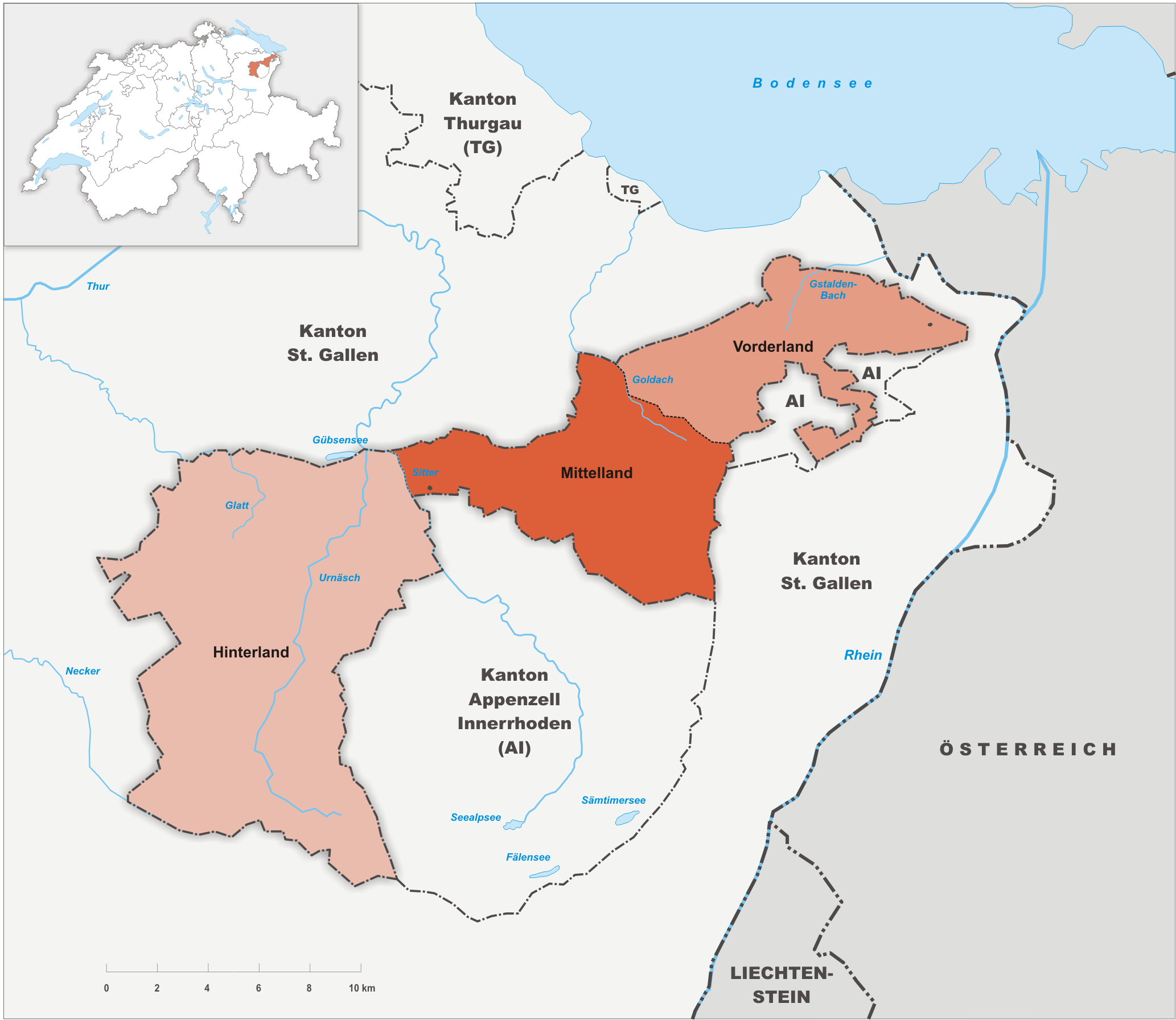
Carte du canton d'Appenzell Rhodes-Extérieures présentant sa division en districts.

Cet article présente une liste des districts du canton d'Appenzell Rhodes-Extérieures.
Cette subdivision exista de 1858 à 1995, le canton d'Appenzell Rhodes-Extérieures n'est plus subdivisé en districts depuis cette date, les communes occupant le rôle de circonscription électorale pour le parlement cantonal,. Elle subsiste toutefois dans les codes OFS des communes ou dans l'organisation des bureaux de l'État civil.

## Liste
En 1994, le canton d'Appenzell Rhodes-Extérieures comptait 3 districts (Bezirk en allemand, Bezirke au pluriel). Tous avaient l'allemand pour langue officielle et n'avaient pas de chef-lieu.
| Nom        | N° OFS | Communes | Population (décembre 2022) | Superficie (km2) | Densité (hab./km2) |
| ---------- | ------ | -------- | -------------------------- | ---------------- | ------------------ |
| Hinterland | B1501  | +07,     | +024 367,                  | +0136,19         | 179                |
| Mittelland | B1502  | +05,     | +017 670,                  | +0060,27         | 293                |
| Vorderland | B1503  | +08,     | +013 722,                  | +0046,4          | 296                |
| Total      | Total  | +20,     | +055 759,                  | +0242,86         | 230                |